# Lotyšsko na Eurovision Song Contest
Lotyšsko se zúčastnilo 25 ročníků soutěže Eurovision Song Contest, poprvé v roce 2000. Jako první se soutěže zúčastnila skupina Brainstorm, která se umístila na třetím místě.
Země zvítězila jednou, a to v roce 2002, kdy Marie N se skladbou „I Wanna“ skončila 12 bodů před druhou Maltou. O rok později se soutěž konala v Rize. Potřetí se Lotyšsko probojovalo mezi 10 nejlepších v roce 2005, kdy Walters and Kazha s písní „The War Is Not Over“ skončili pátí.
Lotyšsko mezi lety 2009–2014 ani jednou nepostoupilo do finále, v letech 2009, 2010 a 2013 navíc skončilo poslední. Od zavedení semifinálových kol v roce 2004 skončila země na posledním místě v semifinále nejčastěji, a to pětkrát. V roce 2015 získala Aminata se skladbou „Love Injected“ šesté místo, Lotyšsko se tak počtvrté a zatím naposledy dostalo mezi 10 nejlepších.

## Výsledky
| Rok  | Interpret          | Píseň                 | Jazyk      | Finále        | Finále        | Semifinále                | Semifinále                |
| Rok  | Interpret          | Píseň                 | Jazyk      | Pořadí        | Body          | Pořadí                    | Body                      |
| ---- | ------------------ | --------------------- | ---------- | ------------- | ------------- | ------------------------- | ------------------------- |
| 2000 | Brainstorm         | „My Star“             | angličtina | 3.            | 136           | nekonalo se               | nekonalo se               |
| 2001 | Arnis Mednis       | „Too Much“            | angličtina | 18.           | 16            | nekonalo se               | nekonalo se               |
| 2002 | Marie N            | „I Wanna“             | angličtina | 1.            | 176           | nekonalo se               | nekonalo se               |
| 2003 | F.L.Y.             | „Hello from Mars“     | angličtina | 24.           | 5             | nekonalo se               | nekonalo se               |
| 2004 | Fomins and Kleins  | „Dziesma par laimi“   | lotyština  | nepostup      | nepostup      | 17.                       | 23                        |
| 2005 | Walters and Kazha  | „The War Is Not Over“ | angličtina | 5.            | 153           | 10.                       | 85                        |
| 2006 | Vocal Group Cosmos | „I Hear Your Heart“   | angličtina | 16.           | 30            | TOP 11 z předchozího roku | TOP 11 z předchozího roku |
| 2007 | Bonaparti.lv       | „Questa notte“        | italština  | 16.           | 54            | 5.                        | 168                       |
| 2008 | Pirates of the Sea | „Wolves of the Sea“   | angličtina | 12.           | 83            | 6.                        | 86                        |
| 2009 | Intars Busulis     | „Probka“ (Пробка)     | ruština    | nepostup      | nepostup      | 19.                       | 7                         |
| 2010 | Aisha              | „What For?“           | angličtina | nepostup      | nepostup      | 17.                       | 11                        |
| 2011 | Musiqq             | „Angel in Disguise“   | angličtina | nepostup      | nepostup      | 17.                       | 25                        |
| 2012 | Anmary             | „Beautiful Song“      | angličtina | nepostup      | nepostup      | 16.                       | 17                        |
| 2013 | PeR                | „Here We Go“          | angličtina | nepostup      | nepostup      | 17.                       | 13                        |
| 2014 | Aarzemnieki        | „Cake to Bake“        | angličtina | nepostup      | nepostup      | 13.                       | 33                        |
| 2015 | Aminata            | „Love Injected“       | angličtina | 6.            | 186           | 2.                        | 155                       |
| 2016 | Justs              | „Heartbeat“           | angličtina | 15.           | 132           | 8.                        | 132                       |
| 2017 | Triana Park        | „Line“                | angličtina | nepostup      | nepostup      | 18.                       | 21                        |
| 2018 | Laura Rizzotto     | „Funny Girl“          | angličtina | nepostup      | nepostup      | 12.                       | 106                       |
| 2019 | Carousel           | „That Night“          | angličtina | nepostup      | nepostup      | 15.                       | 50                        |
| 2020 | Samanta Tīna       | „Still Breathing“     | angličtina | ročník zrušen | ročník zrušen | ročník zrušen             | ročník zrušen             |
| 2021 | Samanta Tīna       | „The Moon Is Rising“  | angličtina | nepostup      | nepostup      | 17.                       | 14                        |
| 2022 | Citi Zēni          | „Eat Your Salad“      | angličtina | nepostup      | nepostup      | 14.                       | 55                        |
| 2023 | Sudden Lights      | „Aijā“                | angličtina | nepostup      | nepostup      | 11.                       | 34                        |
| 2024 | Dons               | „Hollow“              | angličtina | 16.           | 64            | 7.                        | 72                        |
| 2025 | Tautumeitas        | „Bur man laimi“       | lotyština  | 13.           | 158           | 2.                        | 130                       |

| Legenda | Legenda                              |
| ------- | ------------------------------------ |
| 1       | 1. místo                             |
| 2       | 2. místo                             |
| 3       | 3. místo                             |
| ◁       | poslední místo                       |
| X       | interpret vybrán, ale nezúčastnil se |

## Galerie

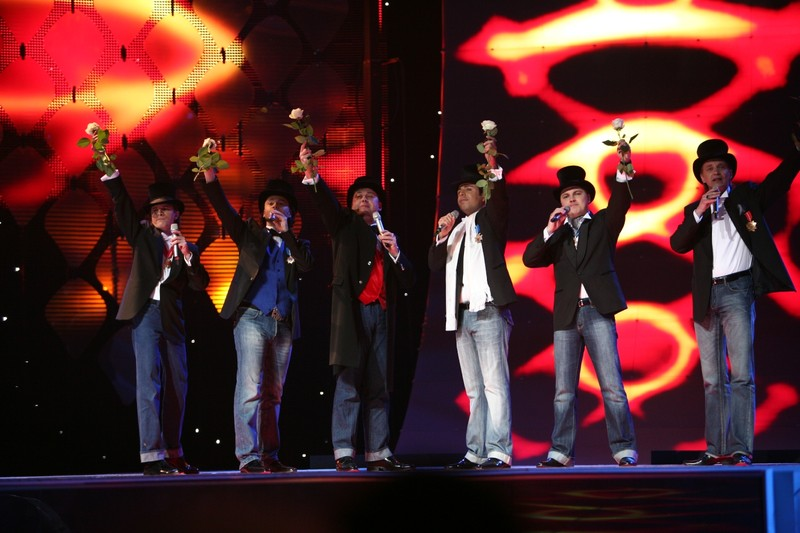
Bonaparti.lv v Helsinkách (2007)
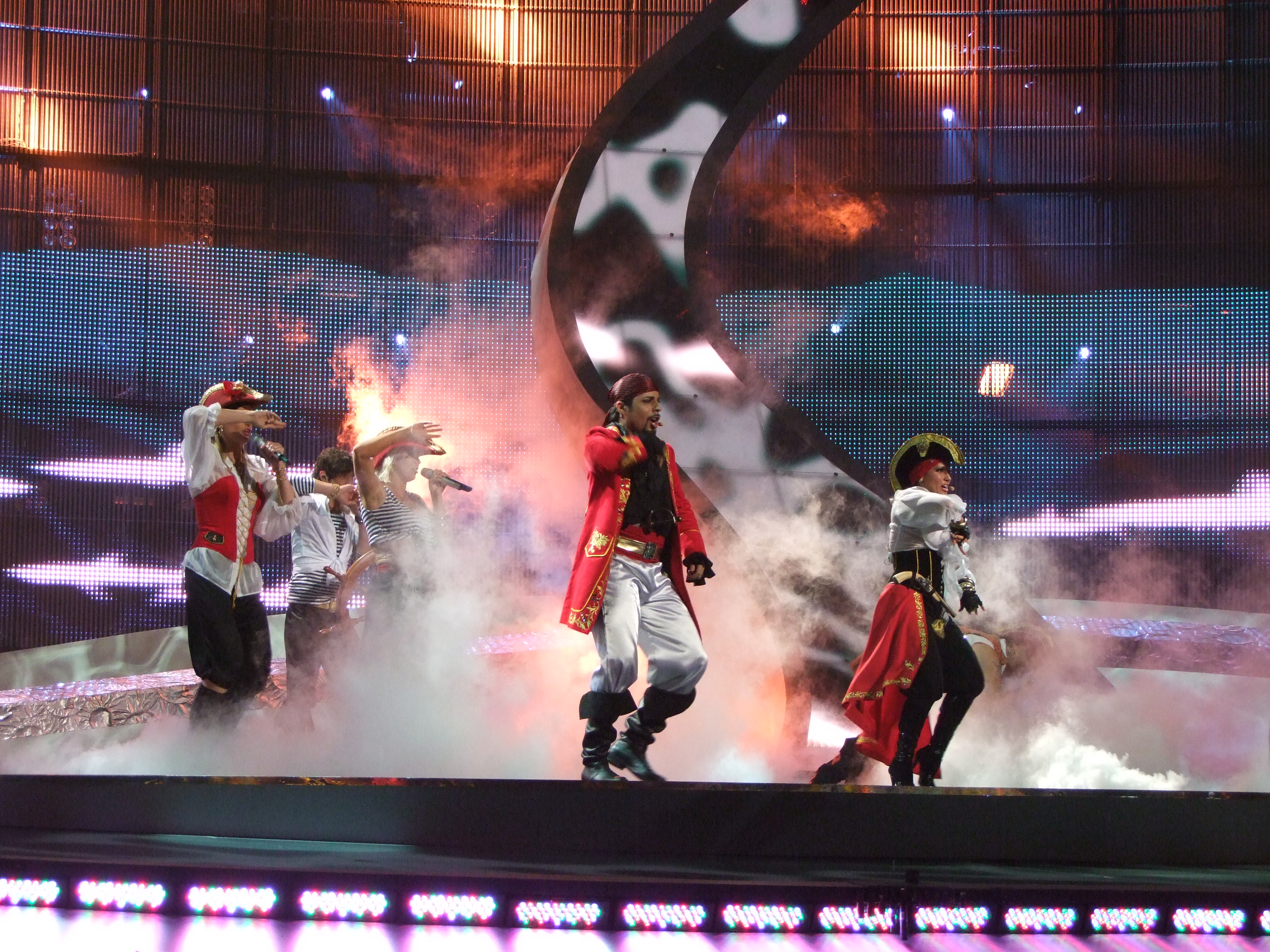
Pirates of the Sea v Bělehradu (2008)
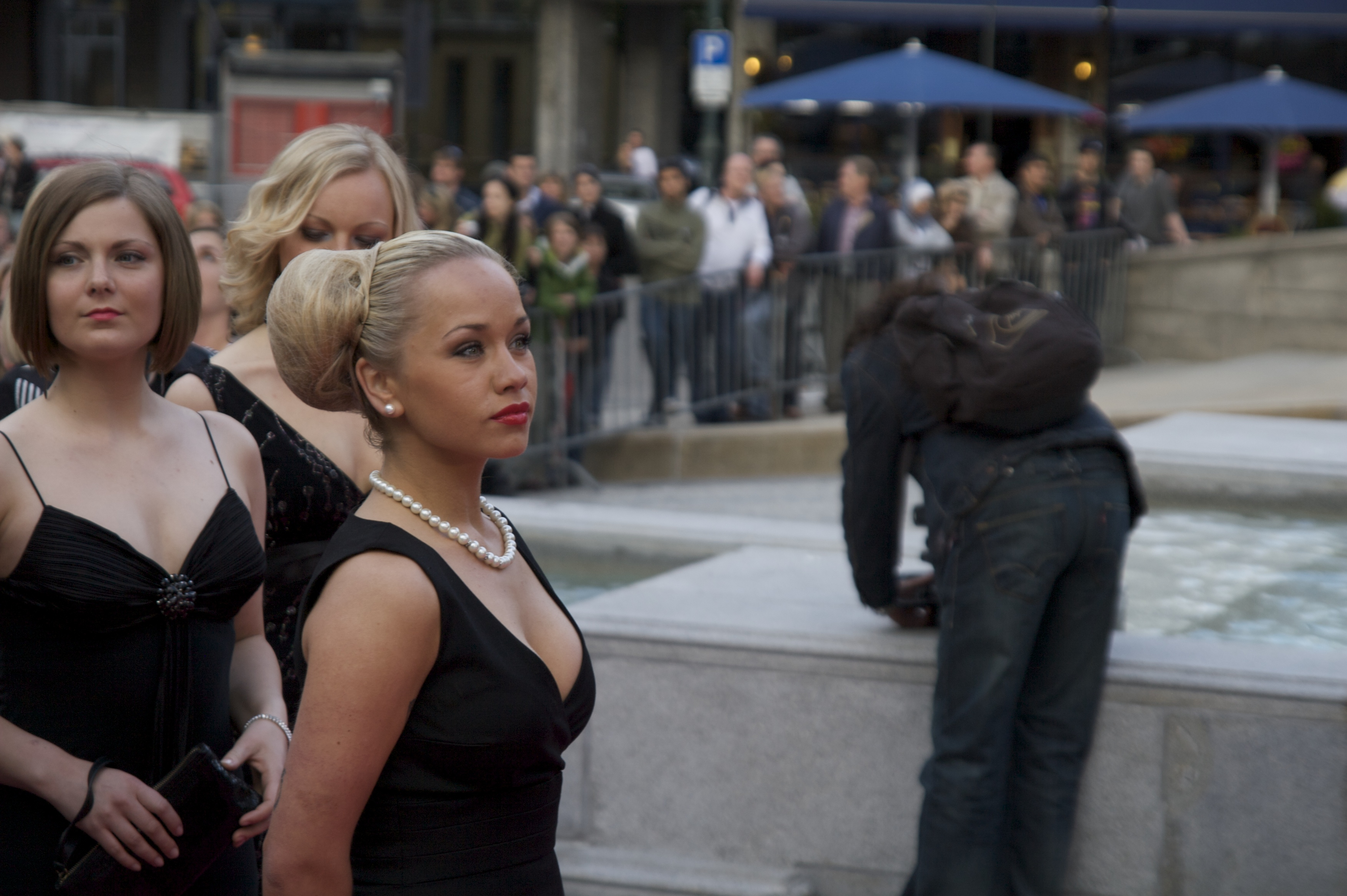
Aisha v Oslu (2010)
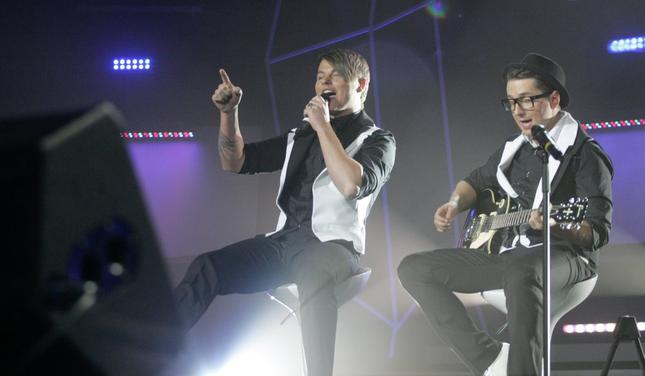
Musiqq v Düsseldorfu (2011)
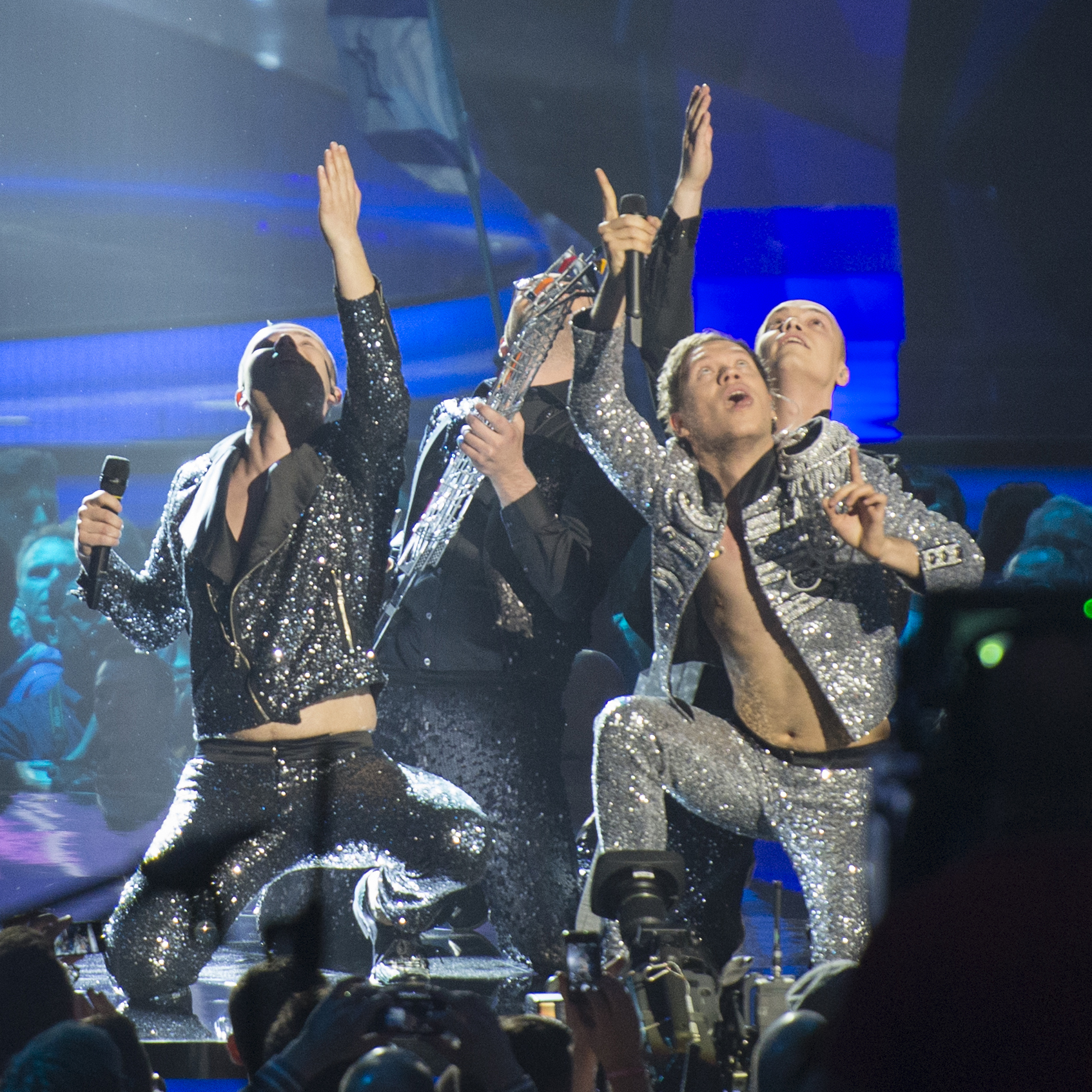
PeR v Malmö (2013)
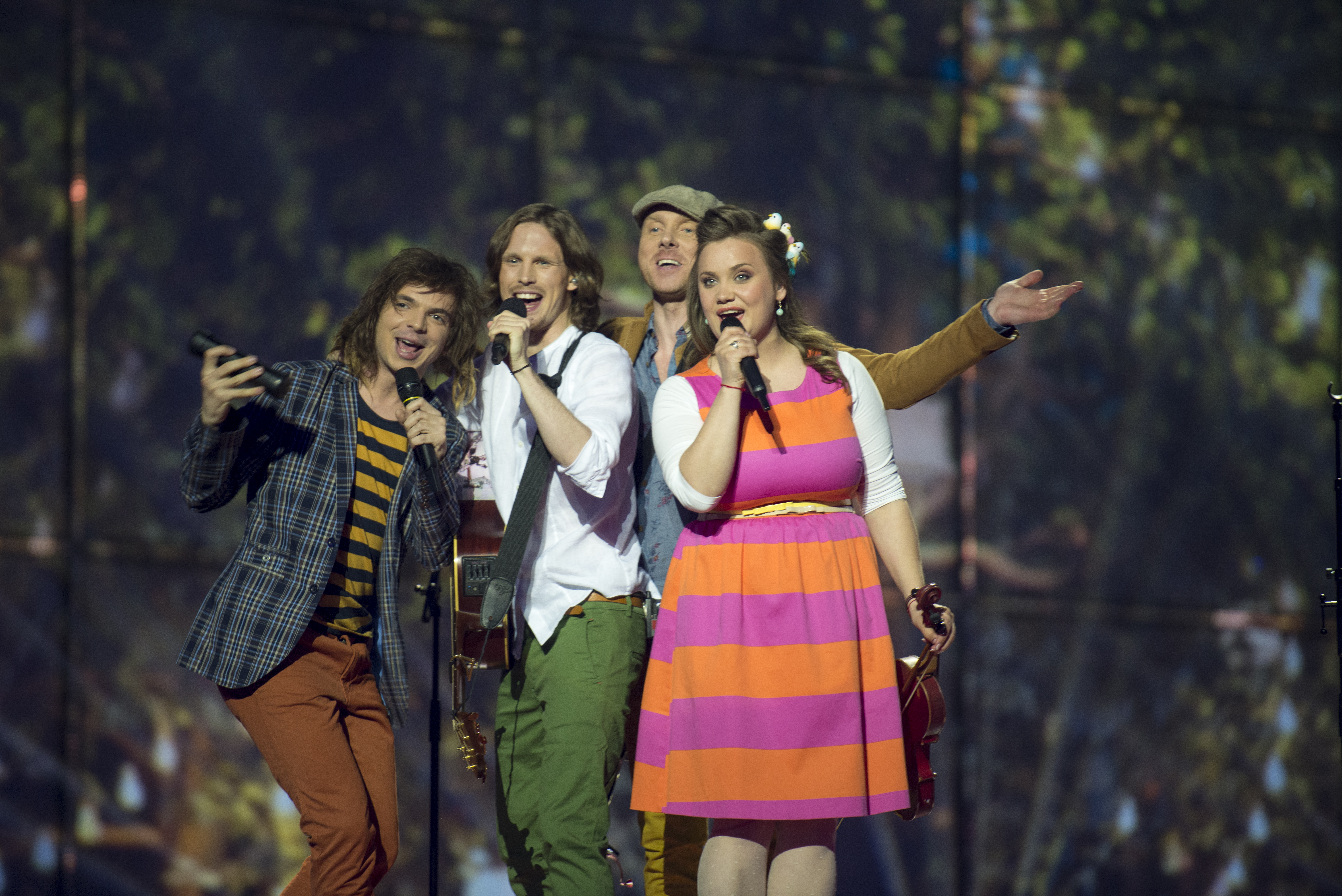
Aarzemnieki v Kodani (2014)
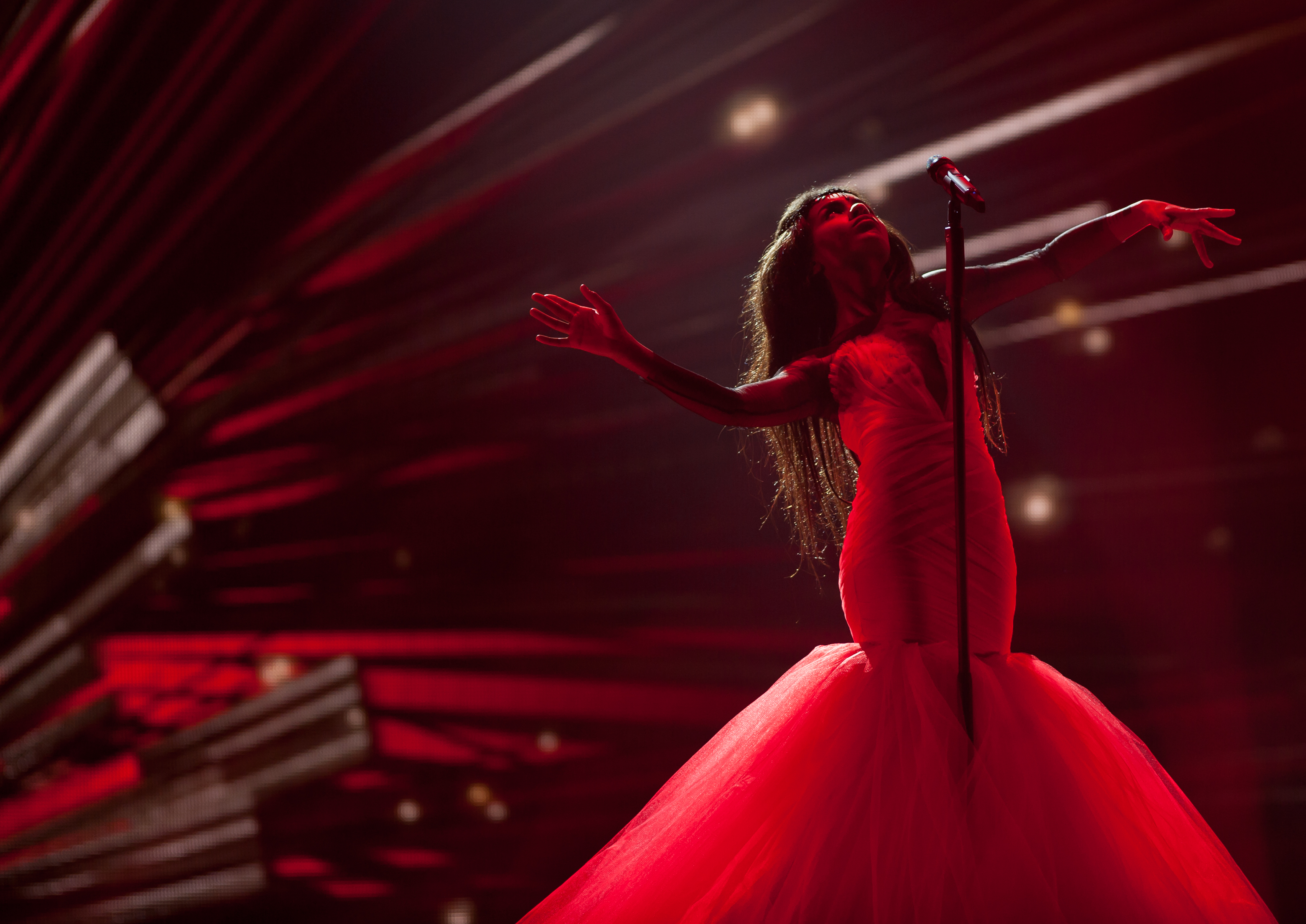
Aminata ve Vídni (2015)
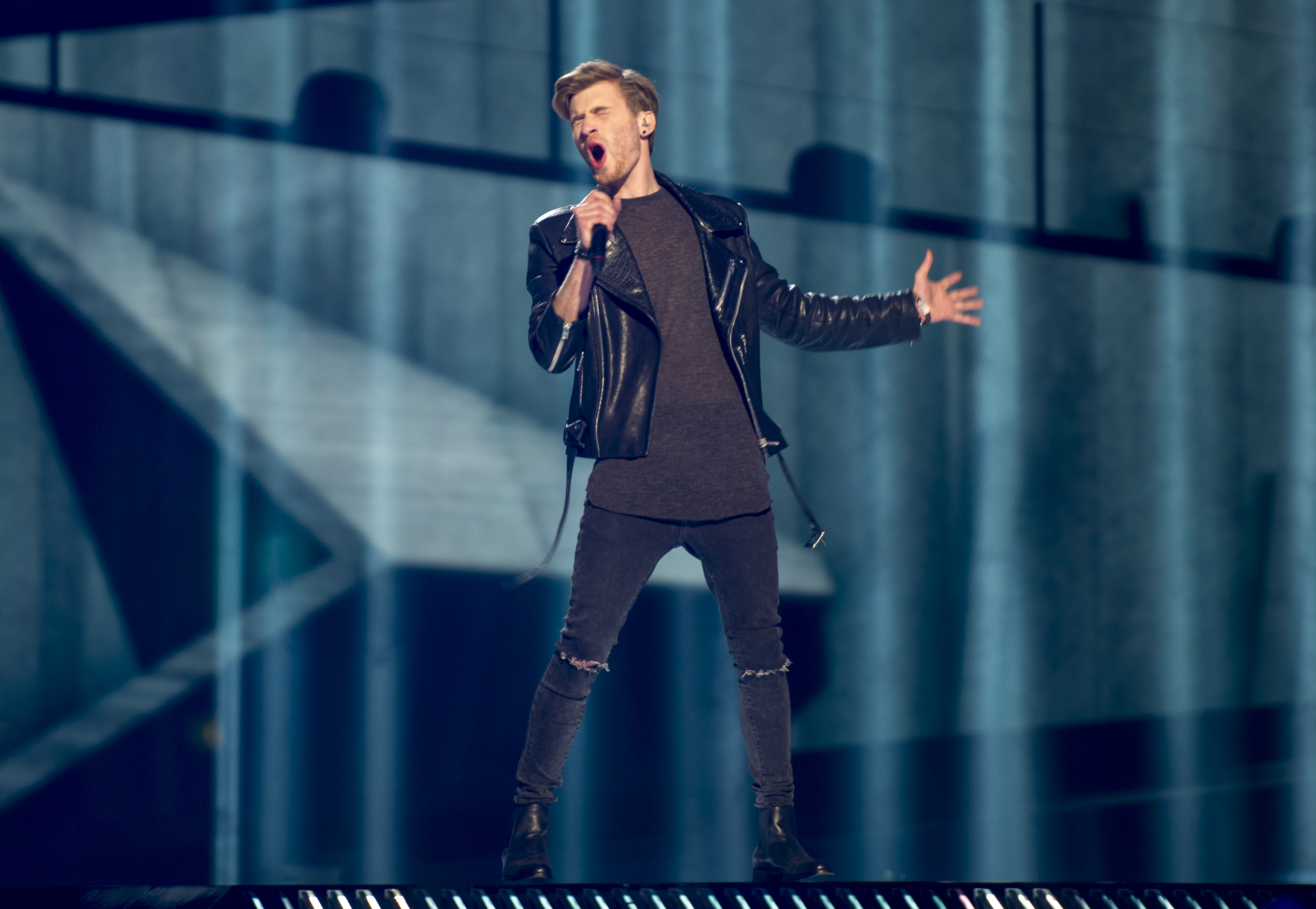
Justs ve Stockholmu (2016)
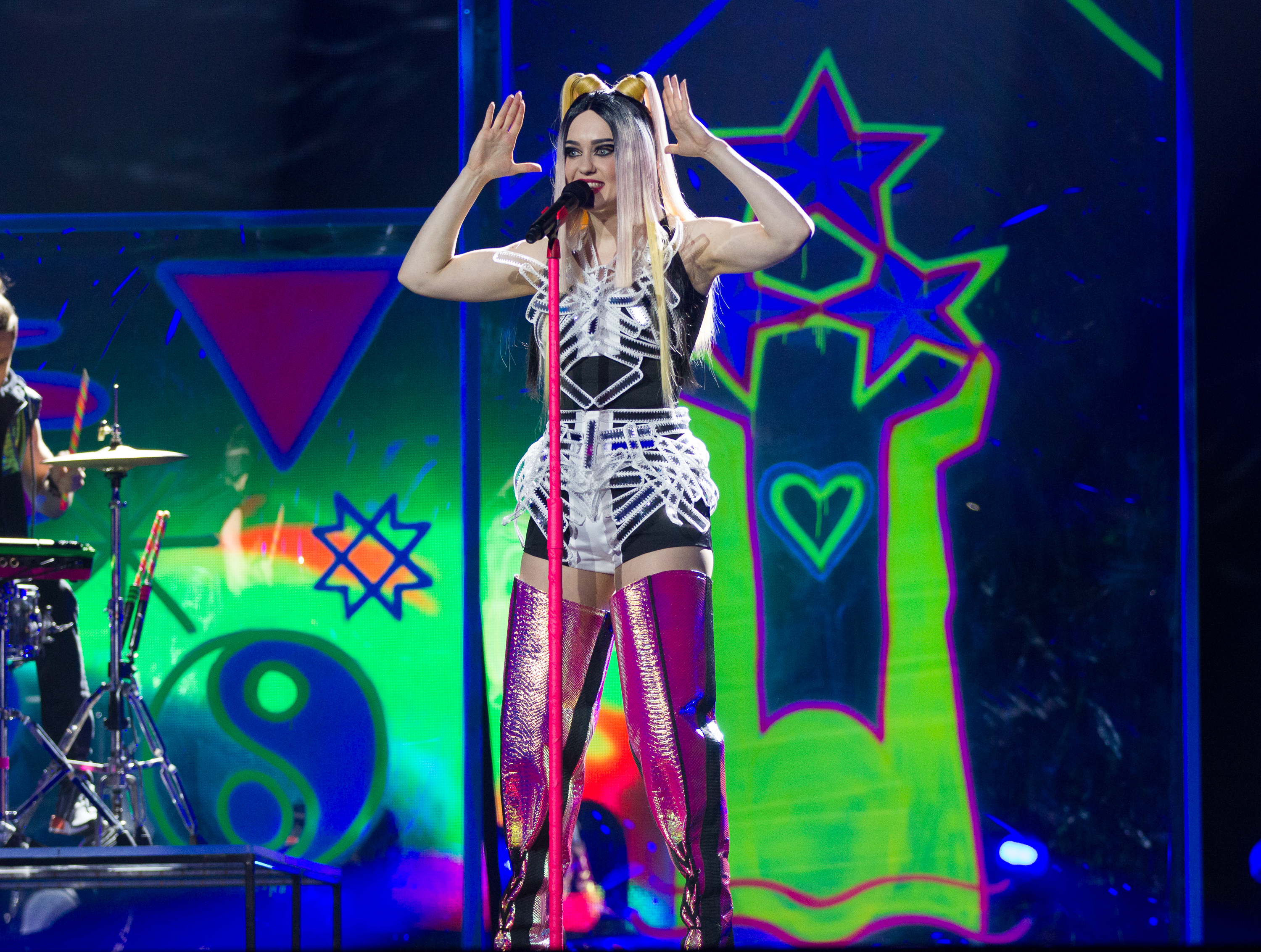
Triana Park v Kyjevě (2017)
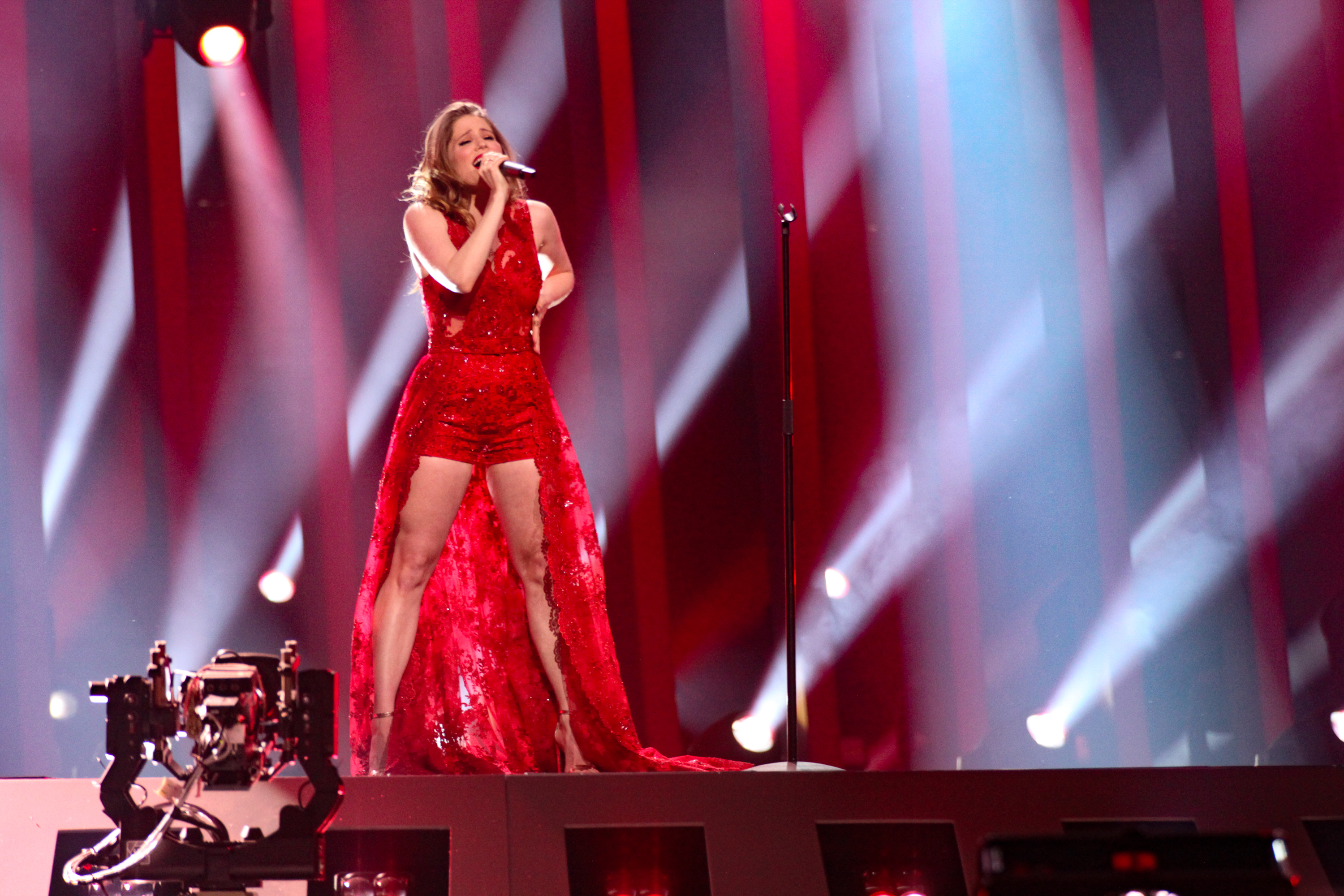
Laura Rizzotto v Lisabonu (2018)
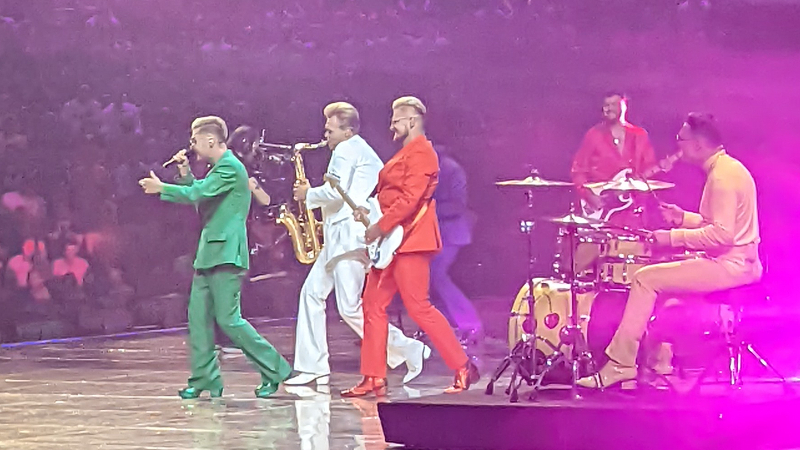
Citi Zēni v Turíně (2022)
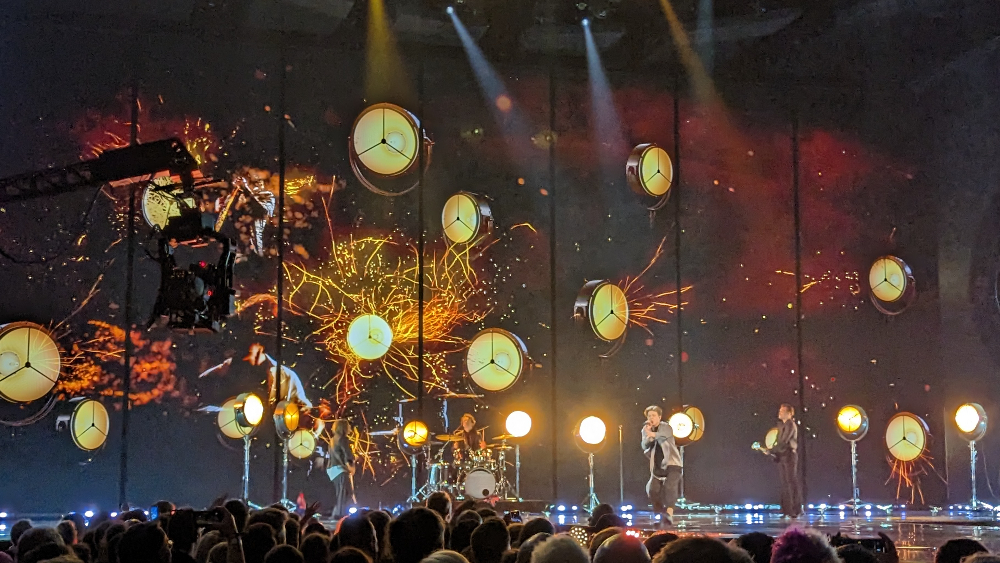
Sudden Lights v Liverpoolu (2023)
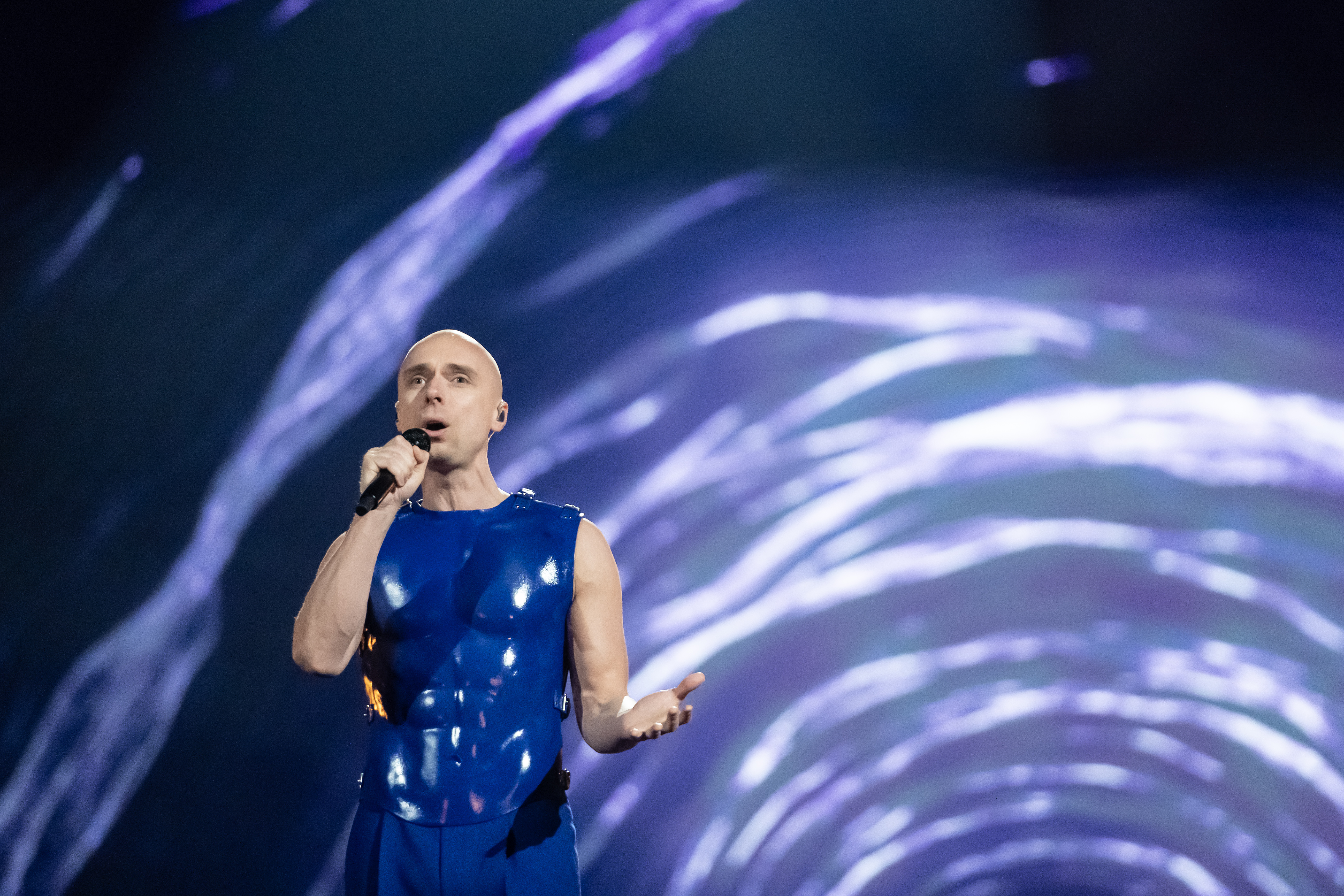
Dons v Malmö (2024)
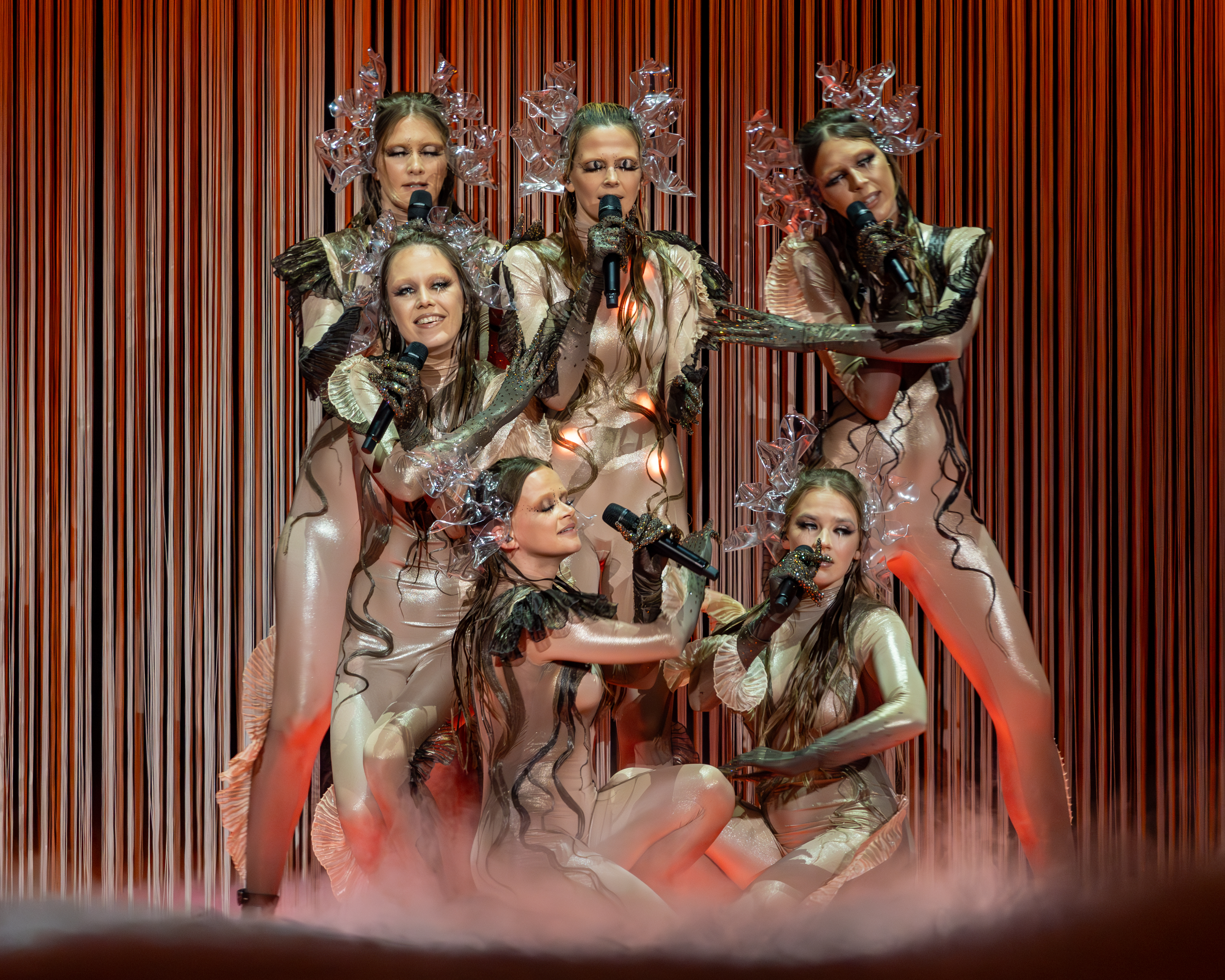
Tautumeitas v Basileji (2025)